# آرمندو فونسکا
آرمندو فونسکا (فرانسوی: Armindo Fonseca‎؛ زادهٔ ۱ مهٔ ۱۹۸۹) دوچرخه‌سوار اهل فرانسه است.
از باشگاه‌هایی که در آن رکاب زده‌است می‌توان به تیم دوچرخه‌سواری فورتونئو–اسکارو اشاره کرد.